# Zagon (Słowenia)
Zagon – wieś w Słowenii, w gminie Postojna. W 2018 roku liczyła 197 mieszkańców.